# Proctoporus bolivianus
Proctoporus bolivianus är en ödleart som beskrevs av Werner 1910. Proctoporus bolivianus ingår i släktet Proctoporus och familjen Gymnophthalmidae. Inga underarter finns listade i Catalogue of Life.
Arten förekommer i Anderna i Bolivia och Peru. Den vistas i regioner som ligger 2100 till 3740 meter över havet. Honor lägger ägg.